# Arbeit für Bremen und Bremerhaven

Logo der AfB

Arbeit für Bremen und Bremerhaven e. V. (Kurzbezeichnung: AFB) war eine 1995 zunächst als Wählergemeinschaft gegründete Regionalpartei, die bis 2004 existierte und ausschließlich im Bundesland Bremen aktiv war.

## Inhaltliches Profil
Die AFB galt als Sammelbecken unzufriedener, ehemaliger SPD-Mitglieder des rechten Parteiflügels und wuchs durch den Zutritt vieler Parteiloser.
Das Wahlprogramm war vorwiegend auf wirtschafts- und finanzpolitische Themen ausgerichtet und sprach mit den Zielen Haushaltskonsolidierung – z. B. Stärkung von Bremen als Wirtschaftsstandort – überwiegend bürgerliche Wähler an.

## Geschichte
In der SPD gab es eine Gruppe von Mitgliedern, die mit der Politik der Ampelkoalition von SPD, FDP und Grünen im Senat Wedemeier unter Bürgermeister Klaus Wedemeier nicht einverstanden waren.
Die neue Wählergemeinschaft konstituierte sich am 8. Februar 1995, um bei der folgenden Wahl zur Bürgerschaft anzutreten. Diese wurde wegen des Bruchs der Ampelkoalition vorgezogen und fand am 14. Mai 1995 statt.
Bei der Bürgerschaftswahl in Bremen 1995 erzielte sie dann 10,7 % und zog mit 12 Abgeordneten in die Bürgerschaft ein. Außerdem war sie in zahlreichen Beiräten vertreten. Durch Übertritt eines CDU-Mitglieds wuchs die Zahl der Abgeordneten auf 13. Bei der Regierungsbildung spielte die AfB jedoch trotz des Scheiterns der FDP an der Fünf-Prozent-Hürde keine Rolle, da die SPD bei den Mandaten mit der CDU gleichauf lag und Bündnis 90/Die Grünen zwei Abgeordnete mehr stellten als die AfB. Bürgermeister Klaus Wedemeier von der SPD trat wegen des schlechten Wahlergebnisses zurück und machte den Weg frei für Henning Scherf, der eine Koalition der SPD mit der CDU bildete. Da die Große Koalition im Wesentlichen dieselben Ziele verfolgte wie die AfB, fiel es dieser schwer, sich in der Opposition zu profilieren. Im Januar 1998 erreichte AFB offiziell Parteistatus.
Bei der Bürgerschaftswahl in Bremen 1999 erreichte AFB nur noch 2,4 %. In der 15. Legislaturperiode war sie nicht mehr in der Bürgerschaft vertreten, sondern hatte nur noch einige Sitze in den Beiräten. Ihre Mitgliederzahl sank in den Folgejahren. Gespräche zur Zusammenarbeit mit der Schill-Partei blieben erfolglos.
Der Wahlerfolg von 1995 konnte teilweise auch aufgrund lückenhafter Regelungen im Parteiengesetz finanziert werden. So hatte etwa das Anzeigenblatt Weser-Report großzügig Anzeigen geschaltet und verzichtete als Rabatt auf 60 % der ansonsten hierfür anfallenden Kosten in Höhe von 117.000 Euro; ein Bankhaus gewährte einen Kredit ohne Sicherheiten in Höhe von 300.000 DM. Das zur selben Firmengruppe wie der Weser-Report gehörende Anzeigenblatt A bis Z bezahlte die mit der Öffentlichkeitsarbeit beauftragte Agentur. Diese finanziellen Unterstützungen hätten streng genommen als sogenannte Verzichtsspenden ausgewiesen und im Rechenschaftsbericht aufgeführt werden müssen.
Am 31. März 2004 löste sich AFB offiziell auf.

## Mitglieder
Die Mitglieder der Partei kamen aus wirtschaftspolitisch orientierten SPD-Kreisen, aber auch aus anderen politischen Parteien und Gruppierungen.
Die Abgeordneten in der Bremischen Bürgerschaft waren:
- Klaus Bernbacher
- Gerold Fuchs (nachgerückt)
- Brigitte Ginda
- Karla Hense-Brosig
- Ludwig Hettling
- Elke Kröning (verzichtete im März 1999 auf ihr Mandat)
- Werner Lenz
- Andreas Lojewski
- Albert Marken
- Horst Ochs
- Lutz H. Peper (verzichtete im Januar 1998 auf sein Mandat)
- Friedrich Rebers
- Rolf Reimers (Organisator der Musikschau der Nationen)
- Uwe Siefert (1999 Übertritt aus der CDU)
- Gerhard Thielemann (nachgerückt)
- Patrick Wendisch

Führende Politiker und Gründungsmitglieder waren der Sparkassendirektor Friedrich Rebers (1929–2001), der frühere Bremer SPD-Wirtschaftssenator Werner Lenz (1927–2004) sowie Elke Kröning (verheiratet mit dem SPD-Politiker Volker Kröning) und Andreas Lojewski (ehemals SPD). Durch das krankheitsbedingte Ausscheiden von Rebers aus der aktiven Politik verlor die Partei ihr wichtiges Zugpferd.